# Агаев, Ахед Гаджимурадович
Ахе́д Гаджимура́дович Ага́ев (лезг. Агъайрин Агьед Гьаджимурадан-хва; 22 марта 1924, Ахты, Ахтынский район, Дагестанская АССР, РСФСР, СССР — 2003, Махачкала, Россия) — советский и российский философ, филолог, писатель, публицист, общественный деятель. Заслуженный деятель науки РСФСР и Дагестанской АССР. Кандидат филологических наук, доктор философских наук, профессор. Член Союза писателей России, лауреат Республиканский премии имени Э. Капиева и мировой международной премии Дж. Сороса, кавалер ряда боевых и трудовых наград. Монографии и статьи Агаева издавались за рубежом: в ГДР, Польше, Болгарии, Чехословакии, Венгрии и Румынии. Кавалер Ордена Дружбы (1995).

## Биография
Ахед Агаев родился 22 марта 1924 года в селении Ахты в Дагестане. Его отец, Гаджимурад Клинжев, был известным селекционером-садоводом. По окончании средней школы 17-летним юношей он ушёл воевать добровольцем на Великую Отечественную войну. До конца войны служил в авиации лётчиком-истребителем и был награждён многими боевыми орденами и медалями. Ахед Агаев окончил военную авиашколу пилотов, а затем и военное авиаучилище летчиков-истребителей и до весны 1948 года Ахед Агаев занимался освоением новой техники и методов пилотирования. С 1948 года он стал работать секретарём Ахтынского РК ВЛКСМ. В эти годы Ахед Агаев начал писать статьи и очерки для районной и республиканской газет. В 1959 году Ахед Агаев оканчивает факультет журналистики Высшей партийной школы в Москве, после чего числится в аппарате Дагобкома КПСС. Затем организовал в Дагестанском государственном университете кафедру философии, которой руководил с 1968 по 1994 годы. В настоящее время кафедра носит его имя. В 1963 году Ахед Агаев блестяще защитил диссертацию на соискание учёной степени кандидата филологических наук в Азербайджанском государственном университете. Последние 8 лет жизни Ахед Агаев был советником председателя Народного Собрания Республики Дагестан. Умер учёный в 2003 году, похоронен в Махачкале.

## Трудовая деятельность
Из-под пера Ахеда Агаева вышло более 100 научных книг и статей, он подготовил десятки известных учёных. Ахед Агаев был крупным специалистом в СССР по межнациональным отношениям. Занимаясь исследованием национальной литературы, он впервые написал книги об Етиме Эмине, Сулеймане Стальском, Алибеке Фатахове, статьи о Махмуде из Кахаб-Росо, Батырае, Гамзате Цадаса, Расуле Гамзатове, а также о русских поэтах и писателях — М. Лермонтове, В. Маяковском, М. Горьком. Вскоре Агаев начинает творить и в художественной прозе. Из-под его пера выходит первая повесть «Надежда», посвящённая любви русской учительницы и лезгина, преодолевшей многие препятствия. Ахеда Агаева можно считать зачинателем лезгинской художественной прозы. В 1950-х годах публикуются его повести «Половодье» и «Люди и судьбы», а в 1961 году массовым тиражом выходит роман «Лезгины» — первый роман на лезгинском языке. Одновременно Агаев начинает выступать в печати и как литературный критик. Художественные произведения — повесть «Надежда», романы «Лезгины», «Расколотое солнце», монографии о Нажмудине Самурском, шейхе Магомед-эфенди Ярагском. Заведуя кафедрой дагестанских литератур Дагестанского государственного университета, он занялся изучением фундаментальных проблем развития малых народов и опубликовал в 1965 году монографию «К вопросу о теории народности», которая привлекла внимание научной общественности СССР и получила высокую оценку выдающихся философов. Логическим завершением исследования теории народности явилась диссертация А. Агаева на соискание учёной степени доктора философских наук, успешно защищённая в 1966 году в Ереванском государственном университете. На автореферат было получено более 30 отзывов из Москвы, Ленинграда, Фрунзе, Баку, Могилёва, Липецка, Киева, Ростова-на-Дону. На защите выступили 4 официальных и 10 неофициальных оппонентов. В жарких дискуссиях незаметно пролетело 9,5 часов, и лишь к полуночи совет по историческим и философским наукам завершил свою работу. Талант писателя, учёного и организатора проявился у Ахеда Агаева и при подготовке издания северокавказской зональной серии книг по проблемам дружбы народов. В 1972—1980 годах он являлся председателем редколлегии этой серии из 15 книг. Объём опубликованных им работ составляет около 300 п.л., а их общий тираж — около 15 млн экземпляров. С 1994 до 2003 года работал профессором этой же кафедры.

## Взгляды
Критика «механицизма» и «догматизма» марксистской философской школы прослеживается уже в ранних работах Ахеда Агаева. Основным предметом исследований Агаева являлось изучение тенденций образования и функционирования этнических общностей.

## Монографии
- Агаев А. Г. К вопросу о теории народности. — Махачкала, 1965.
- Агаев А. Г. Нация, её сущность и самосознание. — 1967.
- Агаев А. Г. Функция языка как этнического признака. Язык и общество. — М., 1968.
- Агаев А. Г. Дагестанское единство: история и современность. — Махачкала, 1978.
- Агаев А. Г. Судьбы народностей. — М.: Политиздат, 1978. — 112 с. (Развитой социализм)
- Дагестанская литература: Хрестоматия : Для 9-10 кл. даг. школы / Сост. проф. А.Г. Агаев. — 3-е изд. — Махачкала : Дагучпедгиз, 1978. — 270 с.
- Агаев А. Г. Нациология — философия национальной экзистенции. — 1992.
- Агаев А. Г. Философия совести. — Махачкала, 1995.
- Агаев А. Г. Философия и методология науки. — Махачкала: ИПЦ ДГУ, 1996.
- Агаев А. Г. Магомед Ярагский: Мусульманский философ, поборник веры, свободы, нравственности. — 3-е изд., испр. и доп.. — Махачкала: Ист.-благотворит. фонд Магомеда-эфенди аль-Яраги, 1996. — 207 с.
- Агаев А. Г. Теория культуры межнационального общения: логико-методологические проблемы. — Махачкала, 1997.[8]

## Увековечивание памяти
- Именем учёного названа одна из улиц в его родном селе[4].
- Кафедра Философии Дагестанского государственного университета названа в честь Ахеда Агаева[4].